# 덕암초등학교 (전북)
덕암초등학교는 대한민국 전라북도 고창군 공음면 덕암로 225 (덕암리)에 있었던 초등학교이다.

## 연혁
- 1963년 3월 4일 공음국민학교 신광분교장 개교(설립인가 1월 8일)
- 1966년 11월 15일 덕암국민학교로 승격
- 1984년 2월 29일 병설유치원 개원
- 1996년 3월 1일 덕암초등학교로 개칭
- 1999년 12월 15알 공음초등학교로 통폐합